# 인피니마이너
인피니마이너(Infiniminer)는 잭트로닉스(Zachtronics)가 개발한 오픈 소스 다인용 샌드박스 게임으로, 블록 기반의 건설 및 채굴을 중심으로 한다. 플레이어는 팀에서 광부 역할을 맡아 적대적인 생물들을 피하고 싸우면서 광석을 채굴하여 가장 많은 돈을 모으는 것을 목표로 한다. 제작자 재커리 바스에 따르면, 이 게임은 인피니프래그, 팀 포트리스 2, 그리고 XGen Studios의 마더로드에서 영감을 받았다. 이 게임은 마인크래프트 개발에 영향을 미친 것으로 언급된다.

## 게임플레이
플레이어는 절차적으로 생성된 지형 내 팀에 배치되며 채굴 도구를 장비한다. 주 목표는 광석을 채굴하여 가장 많은 돈을 모으고 몹을 피하거나 싸우는 것이다. 라운드 종료 시 가장 많은 돈을 번 팀이 승자로 선언된다. 개발 중, 인피니마이너의 제작자 재커리 바스는 플레이어들이 원래의 경쟁적인 디자인에서 벗어나 게임의 메커니즘을 건설 및 아이템 수집에 사용하기 시작하는 것을 관찰했다. 이러한 행동은 샌드박스 스타일 게임플레이의 등장으로 이어졌다.

## 개발
재커리 바스는 어린 시절 게임 프로그래밍 경험이 있었지만, 뉴욕의 렌슬리어 폴리테크닉 인스티튜트에 다니면서 더 정식으로 기술을 연마했다. 졸업 후 그는 마이크로소프트에서 게임 프로그래머로 일하며 여가 시간에 독립적인 개발을 계속했다. 2009년 4월, 그는 처음에는 경쟁적인 채굴 목표에 중점을 둔 다인용 게임 인피니마이너를 출시했다. 그러나 플레이어들은 곧 이 게임의 샌드박스 메커니즘을 사용하여 구조물을 건설하기 시작했다.
게임의 인기가 높아졌음에도 불구하고 인피니마이너는 수익을 창출하지 못했다. 바스는 게임의 소스 코드를 암호화하지 않았고, 이는 온라인으로 유출되는 결과를 낳았다. 그 결과, 무단 수정 및 해킹이 흔해졌다. 수익화의 부족과 게임 코드에 대한 통제력 상실로 인해 바스는 개발을 중단했다.
2009년 10월, 스웨덴 인디 개발자 마르쿠스 페르손은 자신의 텀블러 블로그 게시물을 통해 인피니마이너와 유사한 게임을 만들고 싶다는 관심을 표명했다. 그는 결국 마인크래프트가 될 프로젝트인 루비덩(RubyDung)이라는 초기 개발을 시작했다. 인피니마이너는 블록 기반 시각 스타일, 1인칭 시점, 건축 메커니즘에서 이 프로젝트에 큰 영향을 미쳤다. 그러나 페르손은 그의 게임을 전작과 차별화하기 위해 롤플레잉 기능과 같은 추가적인 게임플레이 요소를 통합하는 것을 목표로 했다.
마인크래프트의 첫 알파 버전은 2009년 5월 17일에 TIGSource에 출시되었다. 페르손은 도구, 몹, 다양한 인게임 차원 등 새로운 기능을 도입하며 게임을 꾸준히 업데이트했다. 게임의 인기가 높아지면서 페르손은 2011년 11월 18일에 정식 버전을 출시했다.
출시 후, 페르손은 리드 개발자 자리에서 물러나 옌스 "젭" 베리엔스텐에게 책임을 넘겼다. 2014년 9월 15일, 마이크로소프트는 모장 스튜디오를 US$25억에 인수한다고 발표했다. 이 인수에는 마인크래프트 지적 재산권이 포함되었다. 페르손은 몇 년 동안 시행되어 온 게임의 최종 사용자 라이선스 계약(EULA) 집행에 대한 비판을 받은 후 프로젝트를 떠나고 싶다는 의사를 공개 트윗으로 표현하며 매각 가능성을 시작했다. 페르손에 따르면, 모장 CEO 칼 만네는 트윗 직후 마이크로소프트 임원으로부터 제안의 진정성에 대한 전화를 받았다. 액티비전 블리자드와 일렉트로닉 아츠를 포함한 다른 회사들도 관심이 있었던 것으로 알려졌다. 마이크로소프트와의 거래는 2014년 11월 6일에 최종 확정되었고, 페르손은 이후 포브스의 "세계 억만장자"에 이름을 올렸다.
마인크래프트의 인기가 높아지면서 바스는 캐스케이드 PBS와의 인터뷰에서 게임의 영향에 대해 언급했다. 그는 "일어난 일이 일어나는 것은 결코 나의 계획이 아니었다. 인생에서 계획하는 것은 아니다"라고 말했다. 마인크래프트의 성공에 처음에는 충격을 받았지만, 바스는 게임의 인기를 인정했다.
바스는 이후 퍼즐 게임인 SpaceChem을 출시하여 상업적 성공을 거두었으며, 4,000달러의 개발 예산으로 US$100만 이상을 벌어들였다. 이 게임의 재정적 성공 덕분에 그는 마이크로소프트에서의 직책을 그만두고 자신의 스튜디오인 잭트로닉스를 설립했으며, 결국 4명의 직원을 고용했다. 그러나 2012년에는 스튜디오가 재정적 어려움에 직면했고, 교육용 게임 개발을 위해 교육 회사 앰플리파이와 계약 작업을 진행했다.
2014년 3월 15일, 인피니마이너는 영국 TV 프로그램 프레시 미트에 출연했다. 바스에 따르면, 채널 4 제작 코디네이터가 그에게 포함 사실을 알렸다. 그는 처음에는 더 넓은 인기를 가진 마인크래프트에 대한 언급이라고 생각했지만, 에피소드에는 인피니마이너의 영상과 언급이 포함되어 있었다.
2015년, 바스는 인피니마이너와 SpaceChem의 요소를 결합한 퍼즐 게임인 인피니팩토리(Infinifactory)를 출시했다.
2022년 7월, 잭트로닉스는 아마도 마지막 게임이 될 것이라고 발표한 라스트 콜 BBS(Last Call BBS)를 출시했다. 팀은 "변화가 필요하다고 느꼈다"고 밝혔다. 바스와 Zachtronics의 다른 전직 멤버들은 다양한 창의적인 프로젝트를 추구할 수 있는 "유연한 비즈니스 프레임워크"로 설명되는 조직인 코인시던스(Coincidence)를 설립했다. 여기에는 카드 게임, 교육용 게임 및 기타 실험적인 작품들이 포함된다.
2025년 2월, 코인시던스는 잭트로닉스의 게임과 유사한 퍼즐 게임인 카이젠: 팩토리 스토리(Kaizen: A Factory Story)를 발표했다. 이 게임은 1980년대와 1990년대 일본 거품 경제에서 영감을 얻은 주제로 복잡한 기계를 조립하는 게임이다.